# Stethusa klimschi
Stethusa klimschi är en skalbaggsart som först beskrevs av Max Bernhauer 1909.  Stethusa klimschi ingår i släktet Stethusa och familjen kortvingar. Inga underarter finns listade i Catalogue of Life.